# Lijst van voetbalinterlands Barbados - Turks- en Caicoseilanden (vrouwen)
Deze lijst van voetbalinterlands is een overzicht van alle officiële voetbalinterlands tussen de nationale vrouwenteams van Barbados en de Turks- en Caicoseilanden. De landen hebben tot nu toe twee keer tegen elkaar gespeeld.

## Wedstrijden
| № | Plaats | Datum            | Competitie        | Wedstrijd                           | Uitslag |
| - | ------ | ---------------- | ----------------- | ----------------------------------- | ------- |
| 1 | Wildey | 1 september 2017 | Vriendschappelijk | Barbados − Turks- en Caicoseilanden | 10 − 0  |
| 2 | Wildey | 3 september 2017 | Vriendschappelijk | Barbados − Turks- en Caicoseilanden | 9 − 0   |

## Samenvatting
| Competitie        | Totaal gespeeld | Winst Barbados | Gelijk | Winst Turks- en Caicoseilanden | Doelsaldo Barbados – Turks- en Caicoseilanden |
| ----------------- | --------------- | -------------- | ------ | ------------------------------ | --------------------------------------------- |
| Vriendschappelijk | 2               | 2              | 0      | 0                              | 19 − 0                                        |
| Totaal            | 2               | 2              | 0      | 0                              | 19 − 0                                        |

BFA · A-internationals · Barbadiaans mannenelftal
2006 – 2019 · 2020 – 2029
Amerikaanse Maagdeneilanden ·
Anguilla ·
Antigua en Barbuda ·
Aruba ·
Belize ·
Bermuda ·
Cuba ·
Dominica ·
Dominicaanse Republiek ·
El Salvador ·
Grenada ·
Guyana ·
Jamaica ·
Panama ·
Puerto Rico ·
Saint Kitts en Nevis ·
Saint Lucia ·
Saint Vincent en de Grenadines ·
Suriname ·
Trinidad en Tobago ·
Turks- en Caicoseilanden